# 阿金與蝠寶
阿金與蝠寶是在雲林科技大學首映的动画，而館長張恒嘉心态是希望讓更多民眾了解蝙蝠生態并加入環境保育。内容以親子生態為主題，语言有中英雙語。制作为、黃金蝙蝠生態館、台灣永續聯盟和雲林科技大學。为台灣第一部關於蝙蝠的動畫。
1. ↑  . 自由時報電子報. 2016-10-29  [2016-12-13]. （原始内容存档于2018-12-12） （中文（臺灣））.
2. ↑  . 中央社訊息平台.   [2016-12-13]. （原始内容存档于2016-12-20） （中文（臺灣））.
3. ↑  . 縣府新聞.   [2016-12-13]. （原始内容存档于2016-12-20） （中文（臺灣））.
4. ↑  . yam蕃薯藤新聞. 2016年10月28日 下午17:54  [2016年12月13日]. （原始内容存档于2016年12月20日） （中文（臺灣））.